# Берестове (Павлівська сільська громада)
Берестове́ — село в Україні, у Павлівській сільській громаді Запорізького району Запорізької області. Населення — 105 осіб (станом на 1 січня 2007). До 2016 року орган місцевого самоврядування — Семененківська сільська рада.

## Географія
Село Берестове розташоване за 46 км від обласного центру та 18 км від міста Вільнянська, на одному з витоків річки Солона, на відстані 1 км від сіл Новоукраїнка та Семененкове. Селом тече пересихаючий струмок із загатою. Найближча залізнична станція — Новогупалівка (за 6 км від села). Площа села — 53 га. Налічується 41 домогосподарство.

## Історія
Село Берестове засноване у 1921—1922 роках. Першими поселенцями були батраки та малоземельні селяни, які одержали землі з колишніх поміщицьких володінь відповідно з Декретом про землю.
З 1924 року село перебувало в складі Вільнянського району.
У 1929–1930 роках в селі створено сільськогосподарську артіль.
У 1932—1933 роках селяни пережили сталінський геноцид[джерело?].
16 грудня 2016 року, в ході децентралізації, село увійшло до складу Павлівської сільської громади.
12 червня 2020 року, відповідно до розпорядження Кабінету Міністрів України № 713-р «Про визначення адміністративних центрів та затвердження територій територіальних громад Запорізької області», село увійшло до складу Павлівської сільської територіальної громади.
19 липня 2020 року, в результаті адміністративно-територіальної реформи та ліквідації Вільнянського району, село увійшло до складу новоутвореного Запорізького району.

## Населення

### Мова
Розподіл населення за рідною мовою за даними перепису 2001 року:
| Мова       | Кількість | Відсоток |
| ---------- | --------- | -------- |
| українська | 126       | 90.00%   |
| російська  | 10        | 7.14%    |
| румунська  | 4         | 2.86%    |
| Усього     | 140       | 100%     |